# گابریل رینکن-مورا
گابریل رینکن-مورا (انگلیسی: Gabriel A. Rincon-Mora؛ زادهٔ ۱۹۷۲) مهندسی برق است.
وی استاد مؤسسه فناوری جورجیا است و چندین اختراع در آمریکا به ثبت رسانده است.
وی عضو پیوسته انجمن مهندسان برق و الکترونیک است.